# 北川倫太郎
北川 倫太郎（きたがわ りんたろう、1993年6月21日 - ）は、大阪府堺市西区出身の元プロ野球選手（外野手）。右投左打。

## 経歴

### プロ入り前
堺市立鳳中学校時代は浜寺ボーイズでプレーした。
明徳義塾高校では1年の秋から4番打者を務め、2年夏、3年春、3年夏と連続して甲子園に出場。2年の第92回全国高等学校野球選手権大会では、2回戦で同大会の優勝校である興南高校に2-8で敗退。自身は、島袋洋奨から2安打を記録した。主将となり挑んだ3年の第83回選抜高等学校野球大会は、1回戦で日大三高校に5-6で敗退。自身は、適時打を1本放つも得点圏で2三振を喫してしまう。責任を痛感し、大会終了後に主将を辞めることも考えたがチームメイトの励ましがあり思い留まる。3年の第93回全国高等学校野球選手権大会では2回戦で習志野高校に3-9で敗退したものの、自身は1回戦の北海高校戦と2回戦で2試合連続本塁打を記録した。甲子園通算成績は5試合で打率.438、2本塁打。
3年夏には 第9回AAAアジア野球選手権大会の日本代表に選出され、クリーンナップとして打率.438、9打点と結果を残した。
2011年のプロ野球ドラフト会議で、東北楽天ゴールデンイーグルスから5巡目で指名。契約金3,000万円、年俸600万円（金額は推定）という条件で入団した。入団当初の背番号は63。

### 楽天時代
2012年には、イースタン・リーグ公式戦44試合に出場。4打点を記録したが、本塁打を放てず、打率も.213にとどまった。
2013年には、イースタン・リーグ公式戦48試合に出場。3本塁打、17打点、打率.232を記録した。
2014年には、イースタン・リーグ公式戦86試合の出場で、1本塁打、19打点、打率.205をマーク。7月16日に長崎ビッグNスタジアムで開かれたフレッシュオールスターゲームには、同リーグ選抜の「7番・左翼手」として、スタメンで初出場を果たした。
2015年には、イースタン・リーグ公式戦で打率3割を越える好成績を残したことから、8月11日に入団後初の出場選手登録。8月14日の対北海道日本ハムファイターズ戦（楽天Koboスタジアム宮城）9回裏に、代打で一軍へのデビューを果たした。2日後（8月16日）の同カードに「8番・指名打者」として初めてスタメンに起用されると、5回裏の打席で中村勝から一軍初安打をマーク。以降の試合でも、スタメンに起用されることが相次いだ。結局、シーズン終了まで一軍に帯同。一軍公式戦では本塁打を放てなかったものの、31試合の出場で、4打点、3盗塁、打率.215という成績を残した。
2016年には、一軍公式戦への出場機会がなかった。イースタン・リーグ公式戦では、シーズンの最終規定打席へ初めて到達するとともに、6本塁打、46打点、打率.248を記録。しかし、シーズン終了後の10月24日に、球団から支配下選手契約の解除を通告された。11月30日に、育成選手として契約を結ぶことで球団と合意。背番号を063に変更することも発表された。
2017年10月31日、自由契約公示された。

### 楽天退団後
2018年シーズンからは社会人野球・カナフレックス硬式野球部に所属する。同年、滋賀県社会人野球のベストナイン指名打者部門に選出された。2021年をもって退部。

## 選手としての特徴・人物
高校通算28本塁打を誇る、豪快なスイングと勝負強さをあわせ持つスラッガータイプの打者である。
50メートル6.2秒、遠投100メートル。
尊敬する野球選手は金本知憲。

## 詳細情報

### 年度別打撃成績
| 年 度     | 球 団     | 試 合 | 打 席 | 打 数 | 得 点 | 安 打 | 二 塁 打 | 三 塁 打 | 本 塁 打 | 塁 打 | 打 点 | 盗 塁 | 盗 塁 死 | 犠 打 | 犠 飛 | 四 球 | 敬 遠 | 死 球 | 三 振 | 併 殺 打 | 打 率 | 出 塁 率 | 長 打 率 | O P S |
| --------- | --------- | ----- | ----- | ----- | ----- | ----- | -------- | -------- | -------- | ----- | ----- | ----- | -------- | ----- | ----- | ----- | ----- | ----- | ----- | -------- | ----- | -------- | -------- | ----- |
| 2015      | 楽天      | 31    | 86    | 79    | 8     | 17    | 3        | 0        | 0        | 20    | 4     | 3     | 1        | 0     | 1     | 6     | 0     | 0     | 19    | 2        | .215  | .267     | .253     | .521  |
| 通算：1年 | 通算：1年 | 31    | 86    | 79    | 8     | 17    | 3        | 0        | 0        | 20    | 4     | 3     | 1        | 0     | 1     | 6     | 0     | 0     | 19    | 2        | .215  | .267     | .253     | .521  |

### 年度別守備成績
| 年 度 | 球 団 | 外野  | 外野  | 外野  | 外野  | 外野  | 外野     |
| 年 度 | 球 団 | 試 合 | 刺 殺 | 補 殺 | 失 策 | 併 殺 | 守 備 率 |
| ----- | ----- | ----- | ----- | ----- | ----- | ----- | -------- |
| 2015  | 楽天  | 25    | 34    | 0     | 1     | 0     | .971     |
| 通算  | 通算  | 25    | 34    | 0     | 1     | 0     | .971     |

### 記録
- 初出場：2015年8月14日、対北海道日本ハムファイターズ22回戦（楽天Koboスタジアム宮城）、9回裏に森山周の代打で出場
- 初打席：同上、9回裏に増井浩俊から空振り三振
- 初先発出場：2015年8月16日、対北海道日本ハムファイターズ24回戦（楽天Koboスタジアム宮城）、8番・指名打者で先発出場
- 初安打：同上、5回裏に中村勝から左前安打
- 初打点：2015年8月27日、対オリックス・バファローズ19回戦（ほっともっとフィールド神戸）、5回表に海田智行から押し出し四球
- 初盗塁：2015年8月29日、対埼玉西武ライオンズ21回戦（楽天Koboスタジアム宮城）、2回裏に二盗（投手：野上亮磨、捕手：中田祥多）

### 背番号
- 63 （2012年 - 2016年）
- 063 （2017年）

### 登場曲
- 「R.Y.U.S.E.I.」三代目J Soul Brothers from EXILE TRIBE（2015年）